# Louisa Harland

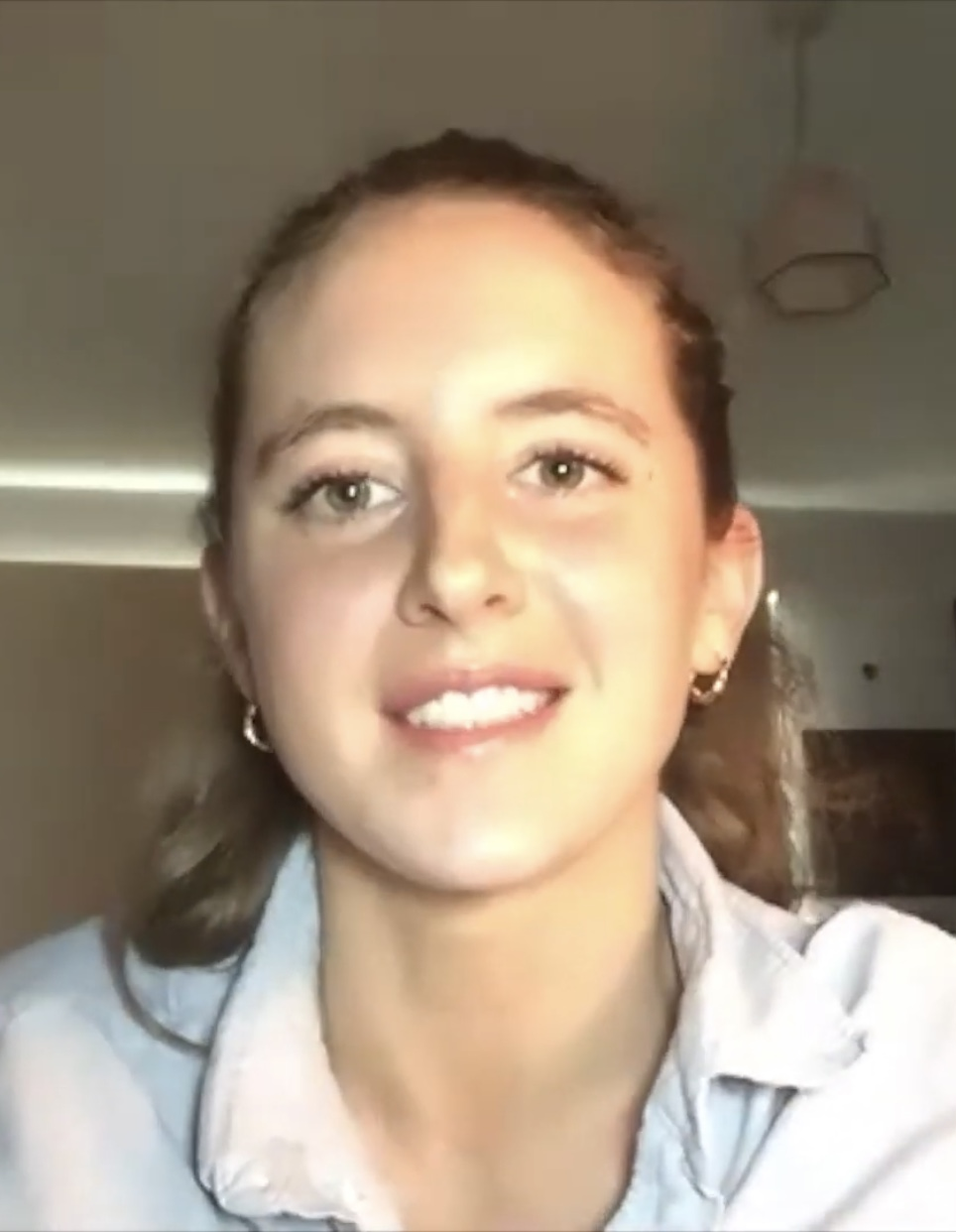
Louisa Harland (2021)

Louisa Clare Harland (* 31. Januar 1993 in Dublin) ist eine irische Schauspielerin.

## Leben
Louisa Harland erhielt ihre Schauspielausbildung an der Mountview Academy of Theatre Arts. Auf der Bühne war sie unter anderem am Royal Court Theatre in Glass. Kill. Bluebeard. Imp sowie im Ein-Personenstück Love Letters to the NHS: Cotton Fingers am National Theatre Wales zu erleben. 2023 stand sie in Dancing at Lughnasaam Olivier Theatre des Royal National Theatres sowie in Ulster American an der Seite von Woody Harrelson und Andy Serkis als Ruth Davenport auf der Bühne.
Eine erste Serienrolle hatte sie 2011 in der irischen Fernsehserie Love/Hate des Senders RTÉ One. 2017 verkörperte sie in der Filmkomödie Lost in London von Woody Harrelson die Rolle der Stella. Von 2018 bis 2022 gehörte sie in der Coming-of-Age-Serie Derry Girls von Channel 4, die während des Nordirlandkonflikts Anfang der 1990er-Jahre spielt, neben Saoirse-Monica Jackson und Nicola Coughlan als Orla McCool zur Hauptbesetzung. 2020 spielte sie in der Horrorkomödie Boys from County Hell die Rolle der Claire McCann. In der Fantasy-Serie Renegade Nell (2024) von Disney+ übernahm sie als Nell Jackson die Titelrolle.
In den deutschsprachigen Fassungen wurde sie unter anderem von Mayke Dähn in Boys from County Hell, von Maria Hönig in Love/Hate sowie von Laura Landauer in Lost in London synchronisiert.

## Filmografie (Auswahl)
- 2011: Love/Hate (Fernsehserie, vier Episoden)
- 2014: Standby
- 2016: Doctors – Peanut (Fernsehserie)
- 2016: Harley and the Davidsons (Mini-Serie)
- 2017: Lost in London
- 2018: Finding Joy – Letting Go (Fernsehserie)
- 2018: Sunday Tide (Kurzfilm)
- 2019: Handy (Fernsehserie, eine Episode)
- 2020: Boys from County Hell
- 2020: The Deceived – Das geheime Verbrechen (The Deceived, Fernsehserie, vier Episoden)
- 2018–2022: Derry Girls (Fernsehserie)
- 2022: Noah (Kurzfilm)
- 2023: Big Boys – The Night When (Fernsehserie)
- 2024: Renegade Nell (Fernsehserie)
- 2024: Joy